# Coregonus autumnalis
El cisco del Ártico es la especie Coregonus autumnalis, un pez eurihalino marino y de río de la familia salmónidos, distribuido por Europa en el mar de Barents y en el norte del Reino Unido e Irlanda, en Siberia por toda la costa del océano Ártico, así como en las costas árticas de Alaska y Canadá.

## Anatomía
La longitud máxima descrita fue de un ejemplar de 64 cm, aunque la longitud máxima normal es de 47 cm. No presenta espinas y se lo distingue de otros corégonos por el color pálido o sin color de sus aletas pélvicas, una boca en posición terminal y la presencia de unos 40 rastrillos en su primer arco branquial. La aleta dorsal es alta y ligeramente falcada; el color es en el dorso entre marrón y verde oscuro, cambiando a plateado en los laterales y vientre.

## Hábitat y biología
Es un pez anádromo, que vive tanto en aguas del mar Ártico en un clima polar como en los ríos que desembocan en dicha zona. Se le puede encontrar en aguas empantanadas y lagunas mareales de bahías costeras y de los ríos en que vive, donde se alimenta de crustáceos, insectos y peces pequeños, así como de gusanos y almejas.
Cuando alcanza la madurez sexual, remonta los ríos para desovar en la cabecera, viaje durante el cual no se alimentan.

## Importancia para el hombre
Se pesca con gran valor comercial, llegando a tener un alto precio en el mercado.